# PRIDE 2
PRIDE 2 fue un evento de artes marciales mixtas producido por la empresa PRIDE Fighting Championships, celebrado el 15 de marzo de 1998 en el Yokohama Arena de Yokohama.

## Historia
Gracias al éxito del primer evento, la Kakutogi Revolution Spirits produjo más eventos con la misma dinámica, trayendo a veteranos de Ultimate Fighting Championship (UFC) como Mark Kerr y Marco Ruas; luchadores profesionales como Kazushi Sakuraba y Naoki Sano; y peleadores de variadas disciplinas. El evento principal de PRIDE 2 había sido programado como Kerr contra Royce Gracie, pero este no pudo competir debido a una lesión, y tuvo que ser sustituido por el kickboxer croata Branko Cikatić.

## Resultados
1. ↑   Cikatic fue sancionado por codazos ilegales, agarrarse de las cuerdas y golpear a Kerr en la nuca.
2. ↑  Combate de kickboxing.
3. ↑  Combate de kickboxing.